# Another Town, Another Train
"Another Town, Another Train" é uma canção gravada pelo grupo pop sueco ABBA lançada no álbum Ring Ring. Gravada na KMH Studios, a canção é uma indicação de que o álbum começou como um trabalho dos compositores principais Benny Andersson e Björn Ulvaeus, sendo Agnetha Fältskog e Frida Lyngstad convidadas. A "fórmula ABBA" ainda não tinha se solidificado.
A canção foi lançada como um single de vinil no Japão em 1973 para promover a estréia do grupo com o álbum. "Another Town, Another Train" também foi lançada como single na Playboy Records nos EUA como uma continuação do primeiro single "People Need Love".
Escrita e realizada no estilo de Simon & Garfunkel e The Bachelors, a balada melódica fala sobre o narrador da canção deixando seu amor em comparação ao "amanhecer do dia".

## Versões

### Oficiais
- "Another Town, Another Train" (versão em inglês)
- "Wer Im Wartesaal Der Liebe Steht" (versão em alemão)

### "En Annan stad, en Annan vän"'
A banda dance Schytts gravou uma versão da música com letras em sueco, "En Annan stad, en Annan vän". A canção foi gravada e lançada em 1974.